# German Valley
German Valley – wieś w Stanach Zjednoczonych, w stanie Illinois, w hrabstwie Stephenson.